# 李希聖
李希圣（？年—？年），字亦元，号卧公，湖南湘乡县人。清末官员、诗人。

## 生平
光緒十八年（1892年）壬辰科二甲進士；同年五月，以主事分部学习；授官刑部主事，荐举经济特科。

## 文学成就
李希圣工诗，著有《雁影齋詩存》、《雁影齋讀書記》。《晚晴簃诗汇》收其诗作二十三首。